# 5661 Hildebrand
5661 Hildebrand (1977 PO1) là một tiểu hành tinh nằm phía ngoài của vành đai chính được phát hiện ngày 14 tháng 8 năm 1977 bởi Chernykh, N. S. ở Nauchnyj.